# 미로 온라인
미로 온라인은 iGene이 개발한 온라인 비디오 게임이다.

## 같이 보기
- 아이진
- 온라인 게임
- 모바일 게임